# 271ª Squadriglia
La 271ª Squadriglia fu un reparto attivo nel Corpo Aeronautico del Regio Esercito (Prima guerra mondiale).

## Storia
Il 5 novembre 1917 la 9ª Sezione, che in precedenza era Sezione Postale, viene dotata a fine anno di 4 FBA Type H nel Porto di Civitavecchia al molo del Bicchiere al comando del Tenente Arrigo Saltini che dispone di altri 2 piloti per la difesa del traffico.
Il 1º maggio 1918 diventa 271ª Squadriglia con 6 FBA comandata dal Capitano Domenico Ferrari ed in settembre arrivano i SIAI S.8.
Finita la guerra disponeva di 4 FBA e 4 S.8 e nel conflitto ha svolto 498 missioni esplorative.
Viene sciolta il 24 maggio 1919.